# Dănceu, Mehedinți
Dănceu este un sat în comuna Jiana din județul Mehedinți, Oltenia, România.